# Mission (christianisme)
Pour les articles homonymes, voir Mission.
La mission, dans le christianisme, est l'annonce de l’Évangile, la formation de disciples et le baptême des croyants. Elle est basée sur la Grande Mission donnée par Jésus dans le Nouveau Testament.

## Définition
Le terme mission recouvre dans le christianisme une double réalité sur le plan religieux :
- C'est d'abord, en terre chrétienne, une prédication dirigée par des prêtres spécialisés et extérieurs à la paroisse qui se déroule généralement sur une période d’une semaine. Celles-ci, organisées notamment par les pères lazaristes, apparaissent dans le courant du XVIIe siècle et se multiplient au cours du XIXe siècle. Leur but est de ranimer les sentiments de foi et de piété. La journée de clôture de la prédication s’achève généralement par l’érection d’un calvaire destinée à en préserver le souvenir[1].
- C'est aussi, une opération de conversion de population non chrétienne. La mission implique alors, le plus souvent, l'envoi d'individus ou de groupes qu'on appelle des missionnaires en dehors des frontières de l'église, souvent au-delà des frontières géographiques, pour partager la "Bonne Nouvelle" (Évangile), former des disciples et baptiser les croyants[2],[3].

Le travail missionnaire peut inclure également du travail social ou humanitaire chrétien. La majorité des ONG chrétiennes aident tout le monde, sans distinction de religion.
Cela a conduit à des mouvements historiques d'évangélisation de peuples par certaines Églises, qui ont été à chaque fois une occasion de réadapter les principes de la foi chrétienne à une culture particulière,.

## Sources bibliques
Dans l’Évangile selon Matthieu 28:19-20a, la Grande Mission est donnée aux disciples par Jésus après sa Résurrection : « Allez, faites de toutes les nations des disciples, les baptisant au nom du Père, du Fils et du Saint-Esprit ; apprenez-leur à observer tout ce que je vous ai commandé ». Il en est également question en Marc 16:15ss et en Actes 1:6ss.
Selon les Actes des Apôtres, chapitre 2, la première mission est effectuée le jour de la Pentecôte à Jérusalem, auprès de trois mille personnes d'origines très diverses. Le texte précise qu'il s'agit de Parthes, Mèdes, Élamites, Mésopotamiens, Judéens, "Turcs" de Cappadoce, du Pont et d’Asie, Phrygiens et Pamphyliens, Égyptiens, Libyens de Cyrénaïque, Romains, Juifs de naissance et convertis, Crétois et Arabes. Tous deviennent  chrétiens après avoir entendu annoncer la Bonne Nouvelle de la Résurrection de Jésus dans sa propre langue,. Des organisations missionnaires sont fondées par la suite et s'installent dans divers pays.

## Histoire de la mission

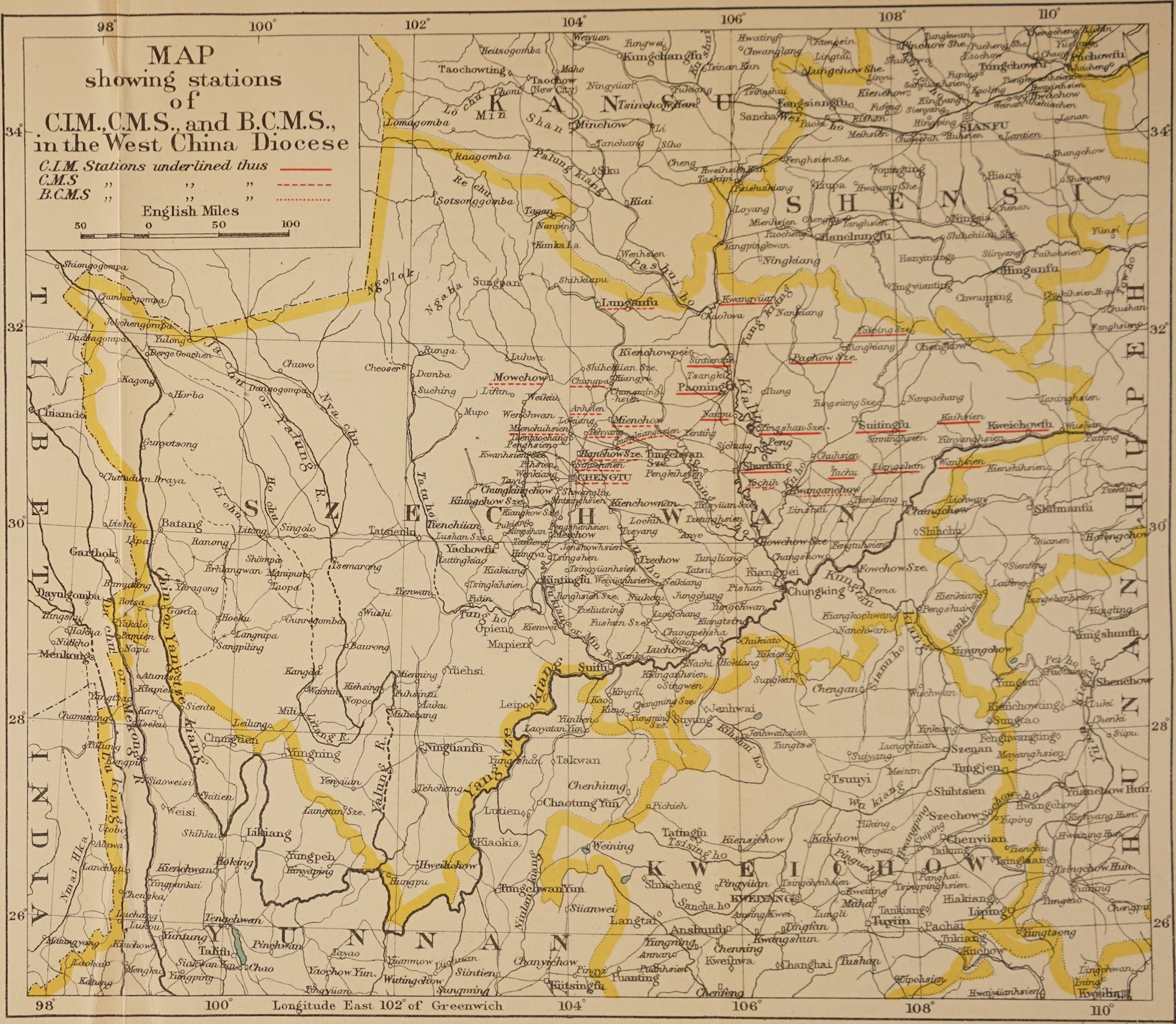
Carte du Sichuan en Chine, montrant les stations missionnaires de la Mission intérieure de la Chine, la Church Missionary Society et la Bible Churchmen's Missionary Society. Elle est basée sur une carte publiée par Edward Stanford en 1908 pour la Mission intérieure de la Chine.

Bien que les missions chrétiennes aient pris un élan nouveau à partir des grandes découvertes et des progrès de la navigation, on peut parler de cinq grandes périodes de mission :
1. Période apostolique (missions en Asie mineure, en Grèce, dans l'empire romain, en Afrique orientale, en Asie centrale et en Inde).
2. Le Moyen Âge (missions en Europe du nord, en Extrême-Orient, en direction du monde musulman).
3. les missions catholiques aux XVIe et XVIIe siècles, notamment en direction du continent américain et de l'Asie.
4. Les missions catholiques de 1622 à la fin du XVIIIe siècle ou missions pontificales (première partie).
5. Au XVIIIe les missions protestantes et les missions évangéliques.
6. Aux XIXe et XXe siècles, les missions catholiques.

## Critiques
En 2011, des historiens ont reproché aux missions catholiques du seizième siècle de l'ordre des Frères mineurs d’avoir contribué à la disparition de certains manuscrits et traditions religieuses de civilisations autochtones de Mésoamérique .
Selon le professeur américain David P. King, les organisations adhérant au concept de mission par la foi étaient plus susceptibles d’engager des missionnaires sans formation théologique. 
Au XXIe siècle, de nouveaux diplômés d’universités ou de séminaires évangéliques américains ont remis en question le concept de mission par la foi, en raison des exigences d’organisations missionnaires qui refusent d’embaucher ceux qui ont un niveau d’endettement étudiant élevé .

#### Encycliques et décrets
- Rerum Ecclesiae (1926), Ad Gentes (1965), Evangelii nuntiandi (1975), Redemptoris missio (1990)

#### Suite d'articles spécialisés
- Expansion du christianisme

1. Christianisme primitif
2. Expansion du christianisme au Moyen Âge
3. Missions catholiques aux XVIe et XVIIe siècles.
4. Missions catholiques de 1622 à la fin du XVIIIe siècle ou missions pontificales (1re partie).
5. Missions catholiques aux XIXe et XXe siècles ou missions pontificales (2e partie)
6. Histoire des missions protestantes
7. Histoire des missions évangéliques